# برادلي مارتيز
برادلي مارتيز (بالهولندية: Bradley Martis)‏ هو لاعب كرة قدم هولندي في مركز ظهير ‏، ولد في 13 يوليو 1998 في لاهاي في هولندا. لعب مع سبارتا روتردام.

## وصلات خارجية
- برادلي مارتيز على موقع قاعدة بيانات كرة القدم.إي يو (الإنجليزية)
- برادلي مارتيز على موقع ناشيونال فوتبول تيمز (الإنجليزية)
- برادلي مارتيز على موقع Soccerway.com (الإنجليزية)